# Telltale Texas Hold’em
Telltale Texas Hold’em — видеоигра про покер, выпущенная Telltale Games. Это единственная игра от Telltale Games, в которой используются исключительно оригинальные персонажи, а не лицензированные. Telltale Games намекали на игру перед выпуском, заявив что они выпустят мини-игру или две перед объявлением своей первой приключенческой игры. Telltale Texas Hold’Em был выпущен компанией Telltale для изучения преимуществ цифрового распространения. Игра послужила основой для других покерных игр от Telltale, Poker Night at the Inventory и Poker Night 2.

## Сюжет
Гарри Вейнхед, Борис Кринкль, Теодор Дудебро и бабушка Шеки соревнуются с игроком в турнире Telltale Texas Hold’Em, вымышленном покерном турнире, который проводится в Лас-Вегасе, штат Невада.
Борис Кринкль очень похож на Леонарда Стейкчармера, второстепенного антагониста/персонажа из Sam & Max Save the World и Sam & Max Beyond Time and Space. Этот факт упоминается как Теодором в Telltale Texas Hold’em, так и Максом в Sam & Max Save the World.

## Отзывы
Telltale Texas Hold’em был назван «Инди-игрой месяца» журналом PC Zone в июле 2005 года.